# Procambarus connus
Procambarus connus, the Carrollton crayfish, là một loài tôm sông trong họ Cambaridae. Nó là loài đặc hữu của vùng xung quanh Carrollton, ở quận Carroll, Mississippi. Nó được xếp vào nhóm thiếu dữ liệu trong sách Đỏ.